# 与晨同光
《与晨同光》，原名《初晨，是我故意忘记你》（英語：Irreplaceable Love），是根据籽月小说《初晨，是我故意忘记你》改编，太泽文化出品的都市青春励志剧，由林柯导演执导，孙怡、白敬亭、朱嘉琦、夏陽、赫雷主演。2018年3月25日，该剧在杭州舉行开机仪式。 本劇於2020年11月27日江苏卫视播出。

## 故事大綱
黎初遙（孫怡 飾）的弟弟初晨一天於家中遭遇火災身亡，黎母（赵培琳 饰）因而變得瘋癲，將跟著初遙回家的李洛書（白敬亭 飾）誤認為初晨。初晨的好朋友李洛書決定將錯就錯，以初晨的身份進入黎家照顧黎家人，黎母的病情也慢慢變得穩定。
韓子墨（朱嘉琦 飾）讓初遙嚐到愛情的味道，但當她成為他的未婚妻後，韓家的突變與子墨的背叛使初遙一下子負上了大堆的債務。李洛書為保護初遙，被討債者打至重傷，為治好李洛書，初遙獨自承擔所有，走過最灰暗無助的日子。然而拋棄她的韓子墨卻再次出現，但初遙豪不猶豫選擇了與一直陪伴在自己身邊的李洛書相愛。

## 演员列表

### 主要演员
| 演員   | 角色   | 介紹 |  |
| 孙怡   | 黎初遙 | 初遙十分擅長制定計劃、執行計劃，從小成績優異，性格直率為人仗義。她出生在一個普通家庭，有個可愛的弟弟初晨，是弟弟初晨的保護者。但初晨卻意外離世，遭遇生活中的變故，她承擔下所有，走過最灰暗無助的日子。而這一切的背後，有一個默默守護她的影子——李洛書。       |  |
| 白敬亭 | 李洛書 | 李洛書自幼經歷了父親離世、母親失聯等接連不幸，性情漸漸變得落落寡歡。但自從結識了摯友初晨和其姐姐初遙，李洛書的生活漸漸多了幾抹暖色。好朋友初晨火災身亡，他卻成了好朋友的影子，最終決定將錯就錯，代替初晨照顧他最愛的家人，一直默默守護在“姐姐”黎初遙身邊。   |  |
| 朱嘉琦 | 韓子墨 | 身為韓家繼承人的韓子墨，跟幼年的黎初遙“不打不相識”。比起大多數人，在父母溺愛下長大的他，像個永遠長不大的孩子，儘管頭腦聰明，但喜好玩樂，平日裏沒有正形，絲毫不曾體驗過生活的艱辛。他慷慨仗義，又富有活力，雖然不成熟，但內心也充滿着對美好未來的嚮往與期待。 |  |
| 夏阳   | 牛思逸 | 牛思逸是李洛書學生時期的同學，創業時期的合作伙伴。她平日裏着裝風格乾淨利落、頗具職業女性風采，專攻財務，業務能力很強，但卻天生長了一張稚氣可愛的娃娃臉。對李洛書，除了欣賞外，她慢慢有了些別樣的感情。                                                       |  |
| 赫雷   | 常大樂 | 常大樂是一名資深產品設計，宅中帶了些小“腹黑”，是李洛書特意從北京請回來的“業內大神”，在創業團隊裏發揮了不可或缺的作用，對李洛書助力頗多。不得不提及的是，常大樂和牛思逸時常拌嘴，會因為各種雞毛蒜皮的問題而爭吵不休，是一對不折不扣的“歡喜冤家”。             |  |

### 其他演员
| 演員   | 角色 | 介紹 |  |
| 薛昊婧 | 單單 | 單單是一個在優越的家庭環境下長大的女孩，性格直爽善良，並勇於追求自己的幸福。喜歡李洛書，她對李洛書的感情非常深。可惜的是單單的感情並沒有得到迴應，因為李洛書並不喜歡她，註定只是單相思。                                     |  |
| 杨玥   | 林雨 | 温暖外向的林雨，比起學習優異的黎初遙，並沒有那麼的引人注目，她就像一個身邊的女孩，單純可愛，沒有攻擊性。林雨性格開朗活潑，有時喜歡惡作劇，給人起外號。她是初遙最好的朋友，會為初遙打報不平，在初遙最需要的時候陪在她的身邊。 |  |

## 电视剧歌曲
| 曲序 | 曲目                           | 演唱   |
| ---- | ------------------------------ | ------ |
| 1.   | 初晨，是我故意忘記你（片头曲） | 陳楚生 |
| 2.   | 守護你（片尾曲）               | 李琦   |

## 外部連結
- 与晨同光的新浪微博
- 互联网电影数据库（IMDb）上《与晨同光》的资料（英文）